# Philipp Keil
Philipp Keil (* 1790; † 20. November 1874) war Kommandeur der Darmstädter Bürgergarde. Er ist Ehrenbürger Darmstadts.

## Leben
Keil trat im Juli 1808 in den Militärdienst ein. Im Lauf seines Dienstes wurde er am 28. Juni 1843 zum Major befördert und übernahm als Kommandeur das 1. Bataillon des 1. Infanterie-Regiments der hessischen Armee. 1846 wurde er auf eigenes Ersuchen pensioniert. 
Er wurde im Jahr der Märzrevolution 1848 auf einer Bürgerversammlung am 18. März zum Kommandeur der eilig aufgebauten Bürgergarde gewählt, die nach vollständiger Aufstellung 650 Mann stark war. Im Wahlkampf für die Frankfurter Nationalversammlung war Keil einer der Anfang Mai des Jahres gewählten Darmstädter Wahlmänner. Als in der Frankfurter Paulskirche das Parlament eröffnet wurde und die gegen den Hecker-Putsch in Baden eingesetzten Darmstädter Regimenter zurückkehrten, kam es noch einmal zu nächtlichen Krawallen, gegen die die Bürgergarde auf Bitten des Gemeinderates deutliche Aufrufe erließ. Darmstadt war Bürger- und Beamtenstadt, weitere Revolution war nicht gefragt.
1850 legte Keil den Oberbefehl über die Bürgerwehr nieder und wurde in Anerkennung seiner Verdienste am 1. August desselben Jahres vom Stadtvorstand zum Ehrenbürger ernannt.